# Diamagnetism

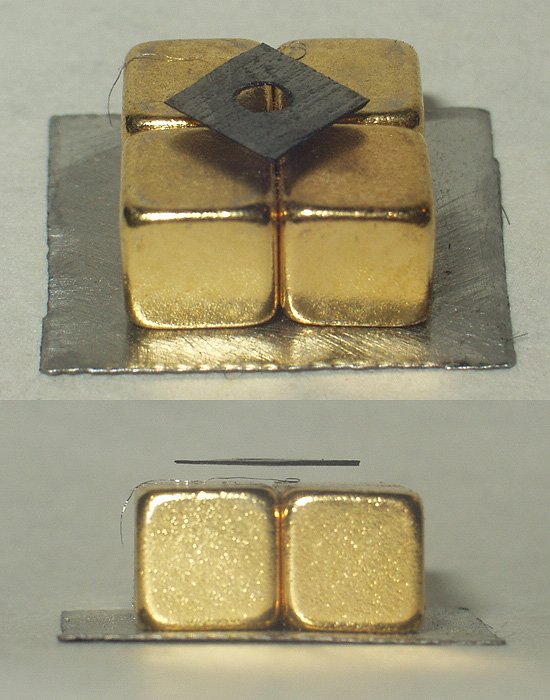
Grafit svävar på grund av dess diamagnetism över fyra starka magneter.

Diamagnetism är en typ av magnetism som uppvisas av vissa material. Det kännetecknas av negativ susceptibilitet, det vill säga att magnetisering endast finns när ett yttre magnetfält finns (till skillnad från ferromagnetism) och är riktat i motsatt riktning mot det yttre fältet (till skillnad från paramagnetism).
Alla ämnen har ett visst mått av diamagnetism, som uppstår på grund av elektronernas rörelser runt kärnorna. Dessa rörelser kan ses som en elektrisk ström, men nettoströmmen är noll i avsaknad av ett pålagt yttre fält. Med ett sådant börjar elektronerna röra sig enligt Lenz lag, och skapar därmed en ström som motverkar det pålagda fältet. Detta ger dock endast ett svagt bidrag till susceptibiliteten, som dock är oberoende av temperaturen och det pålagda fältet. Bidraget blir
{\displaystyle \chi =-{\frac {\mu _{0}NZe^{2}}{6m}}\langle r^{2}\rangle }
där μ0 är den magnetiska konstanten, N är antalet atomer per volymenhet, Z är antalet elektroner per atom, e är elektronens laddning, m är dess massa och {\displaystyle \langle r^{2}\rangle } är elektronernas medelavstånd till kärnan.